# Saint-Christophe (Vall d'Aosta)
Saint-Christophe (arpità Sent-Cretôblo) és un municipi italià, situat a la regió de Vall d'Aosta. L'any 2007 tenia 3.209 habitants. Limita amb els municipis d'Aosta, Pollein, Quart, Roisan i Valpelline.

## Administració

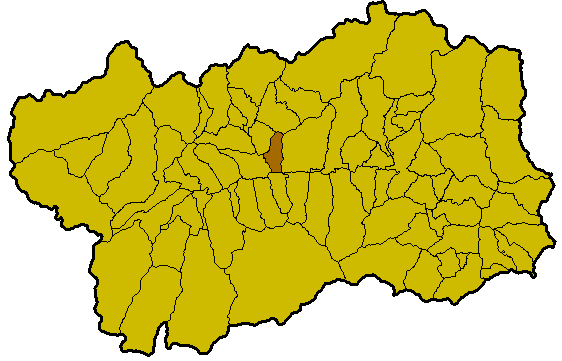
Situació de Saint-Christophe a la Vall

| Període | Identitat         | Partit           |
| ------- | ----------------- | ---------------- |
| 2005-   | François Desandré | Unió Valldostana |